# Автошлях E134

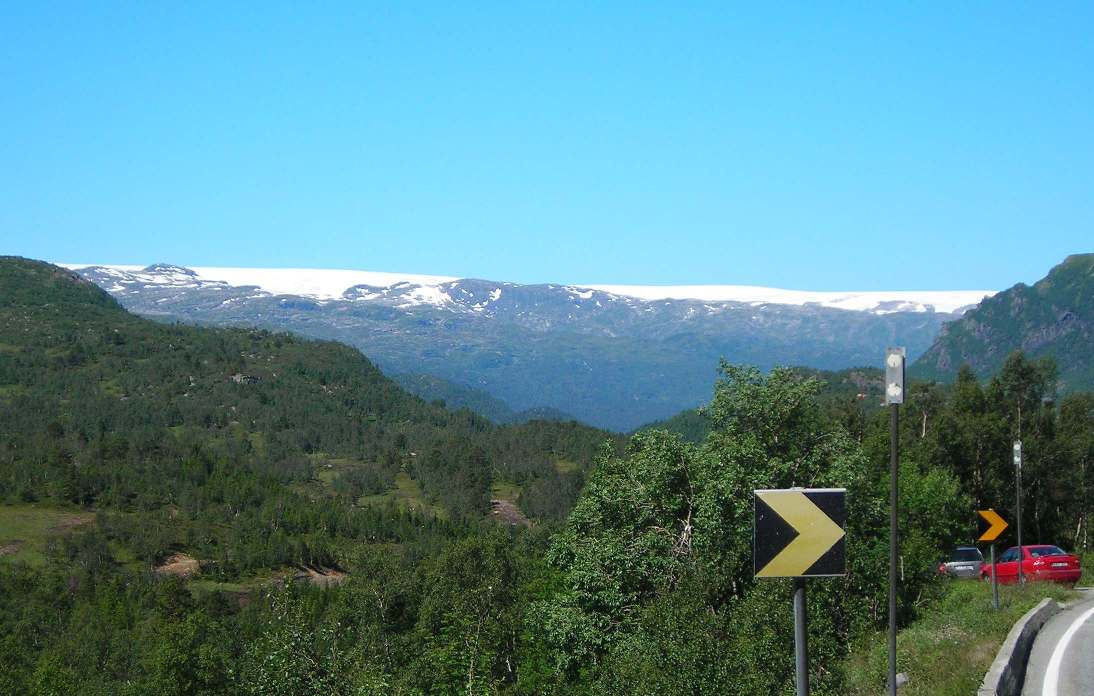
Вид на Фулгефона з E134

Європейський маршрут E127 — автомобільний європейський автомобільний маршрут категорії Б, що проходить в Норвегії та з'єднує міста Гаугесун і Драммен.

## Цікаві місця
- Дерев'яна церква в Хеддал
- Срібний рудник в Конгсберг
- Лижний музей в Моргедал
- Старий готель в Хаукелі
- Дерев'яна церква в Рьольдаль

## Цікаві слова в дорозі
- Haukelifjell = Основний перевал за Е 134
- Midlertidig stengt  = Тимчасово закрита
- Kolonnekjøring  = Рух після снігоочисника
- Nattestengt  = Закрито на ніч
- Vegarbeid  = Дорожні роботи
- Snø / snødekke  = Снігова дорога
- Is / isdekke  = Зледеніла дорога
- Glatt  = Слизько
- Vått  = Мокра дорога
- Fare for elg  = Увага, лосі!